# Iosra Abdelaziz
Iosra Abdelaziz (Segrate, 7 dicembre 1999) è un'ex ginnasta italiana, vice-campionessa italiana 2014, vincitrice della medaglia d'argento alle parallele ai Giochi Olimpici Giovanili di Nanchino 2014.

## Biografia

### 2014: Gymnix, Jesolo, Europei, Assoluti, Giochi Olimpici Giovanili
Partecipa all'international Gymnix nel mese di Marzo con le compagne Pilar Rubagotti, Alice Linguerri e Chiara Imeraj. Ottiene con 52,825 punti l'11 posto all-around, oltre alle finali a volteggio e parallele, che termina rispettivamente in sesta e settima posizione.
Viene poi convocata per il Trofeo Città di Jesolo con Sofia Busato, Alice Linguerri, Desiree Carofiglio, Pilar Rubagotti, Chiara Imeraj e Joana Favaretto, con 53,100 punti finisce in ottava posizione (prima tra le italiane) ed ottiene la medaglia di bronzo con la squadra. Si qualifica poi per la finale alle parallele che termina in quinta posizione con 13.200 punti.
Nel mese di aprile 2014 la Abdelaziz rappresenta l'Italia al Trofeo Internazionale di Monaco riservato alle juniores con Chiara Imeraj, Sofia Busato, Alice Linguerri, Pilar Rubagotti, Desiree Carofiglio. Oltre all'Italia partecipano Francia, Germania, Gran Bretagna, Svizzera, Spagna. L'Italia chiude terza e la Abdelaziz è terza nel concorso individuale dietro alla tedesca Tabea Alt e all'inglese Amy Tinkler.
Iosra viene scelta per rappresentare l'Italia ai Campionati europei juniores di Sofia 2014, insieme a Sofia Busato, Desiree Carofiglio, Pilar Rubagotti, Chiara Imeraj. L'Italia chiude quinta con 160,036 punti. Il 18º posto conquistato nel concorso individuale, combinato al requisito tecnico che richiedeva almeno 30 punti nel panel esecuzione, permettono all'Abdelaziz di qualificarsi per i Giochi Olimpici Giovanili che si terranno a Nanchino in Agosto.
Il 31 maggio partecipa ai Campionati italiani assoluti di ginnastica artistica 2014 ad Ancona: conquista la medaglia d'argento nel concorso individuale con 54,700 punti dietro ad Elisa Meneghini e si qualifica per le finali a parallele, trave e corpo libero. Il giorno successivo partecipa alle finali di specialità, alle parallele termina in quinta posizione con 12,600, alla trave arriva sesta pari merito con Lavinia Marongiu con 11,850 punti. Conquista poi la medaglia di bronzo al corpo libero pari merito con Pilar Rubagotti, con 13,300 punti dietro a Elisa Meneghini e Lara Mori.
Nel mese di Agosto la Abdelaziz rappresenta l'Italia ai II Giochi olimpici giovanili estivi a Nanchino. Nella giornata di qualifica ottiene 13.100 alle parallele asimmetriche; 13.250 alla trave; 12.800 al corpo libero; 14.000 al volteggio. Si qualifica così per la finale individuale, a parallele, trave e corpo libero. Il 20 di Agosto si tiene la finale individuale: la Abdelaziz chiude sesta con il punteggio di 52.550. Il 23 agosto vince la medaglia d'argento alle parallele asimmetriche con 13.366, dietro alla russa Seda Tutkhalyan e davanti alla cinese Wang Yan. Alla trave finisce quarta con 12,933 e terminala sua avventura olimpica con un sesto posto al corpo libero con 12,933.

### 2015: Serie A2
Nel 2015 partecipa alla seconda e terza tappa di Serie A2 con il Centro Sport Bollate insieme a Miriam Bozzi, Sara Bufis Matilde De Tullio, Erica Ferrario, Erika Ricci ed Erica Sala. Nella seconda tappa gareggia solo a parallele dove ottiene 13,250, contribuendo al terzo posto della squadra. Nella terza tappa di seria A ottiene 13,000 alle parallele contribuendo nuovamente al terzo posto della squadra.

### 2016: Serie A2
Nel 2016 gareggia nuovamente in serie A2, questa volta in prestito alla Juventus Nova Melzo, con Clara Colombo, Lucrezia Merelli, Alessia Canali e Chiara Vergani, nella prima tappa a Rimini ottiene 10,100 contribuendo al sesto posto della squadra.
Ottiene poi 11,400 sempre alle parallele, nella seconda tappa di Serie A2 ad Ancona confermando il sesto posto della squadra.
Nella terza tappa di Serie A2 a Roma ottiene 11,750 alle parallele, arrivando con la squadra fino alla quarta posizione.
Nella quarta tappa di Serie A2 a Torino ottiene 11,900 alle parallele, arriva con la squadra fino in quinta posizione.